# Loxosceles boneti
Loxosceles boneti là một loài nhện trong họ Sicariidae.
Loài này thuộc chi Loxosceles. Loxosceles boneti được miêu tả năm 1958 bởi Gertsch.